# Artère digitale palmaire propre
 (octobre 2022).
Si vous disposez d'ouvrages ou d'articles de référence ou si vous connaissez des sites web de qualité traitant du thème abordé ici, merci de compléter l'article en donnant les références utiles à sa vérifiabilité et en les liant à la section « Notes et références ».
Les artères digitales palmaires propres sont des artères des doigts de la main.

## Origine
Les artères digitales palmaires propres sont les deux branches terminales des artères digitales palmaires communes.
L'artère digitale palmaire propre du côté médial du petit doigt provient directement de l'artère ulnaire naissant en dessous du muscle court palmaire.

## Trajet
Les artères digitales palmaires propres longent les phalanges le long des faces contigües de l'index, du majeur, de l'annulaire et de l'auriculaire, chaque artère se trouvant juste en dessous de son nerf digital dorsal du nerf ulnaire correspondant.
Elles s'anastomosent librement dans le tissu sous-cutané du bout des doigts et par des branches plus petites autour des articulations interphalangiennes.
Elles donnent également une paire de branches dorsales qui s'anastomosent avec les artères digitales dorsales et vascularisent les parties molles postérieures des deuxième et troisième phalanges ainsi que la matrice de l'ongle.